# معبد ننماخ
معبد ننماخ (بالإنجليزية: Ninmah Temple)‏ أو يسمى معبد اماخ الذي يعني المعبد العظيم هو من المعابد الموجودة في مدينة بابل، والذي يعد من أهم أربع معباد (معبد عشتار ومعبد نابو ومعبد إيساكيلا) للدولة البابلية القديمة، التي كرست لعبادة الإله مردوخ، إله مدينة بابل، وهو من المعابد الخاصة بالنساء البابليات، وكلمة ننماخ أو إيماخ تعني "المرأة العظيمة - السيدة العظيمة"، حيث كانت النساء تجلس في هذا المعبد لمرة واحدة في السنة، وان حسب الطقوس القديمة يستخدم هذا المعبد في طلب الزواج للمرأة غير المتزوجة أو الأولاد للمرأة المتزوجة، واذا ارتكبت بعض النساء خطيئة أو ذنب فإنها تغتسل أو تستحم من البئر الموجود في وسط المبنى لتمحي جميع الذنوب والخطايا.

## البناء
المعبد مبني من طوب لبن، وهي من المواد الرئيسية المستخدمة في البناء بالمدينة القديمة، يتكون المبنى من فناء تحيط به عدد من الغرف، ومن ضمن هذه الغرف غرفة تقام فيها التراتيل الدينية تسمى "غرفة قدس الأقداس"، والتي وجدت فيها بعض التماثيل.

## الأعمال
يقع المعبد في مدينة بابل القديمة الى الشرق من بوابة عشتار، أعيد بناءه في عهد الملك نبوخذ نصر الثاني (604 - 562 ق.م)، قام العالم هرمز رسام التنقيب لأول مرة في عام 1880، ثم بعد ذلك قام عدد من علماء الآثار بالترميم والتنقيب من بينهم العالم الألماني روبرت كولدفاي بين عامي 1899 الى 1914، وخلال علمه عثر على دمى لنساء مع ألواح طينية تحمل اسماء العمال وأجورهم، بعد ذلك قام بعض علماء الآثار العراقيين ببناء المكان وترميمه في الستينيات، ثم تُرك لفترة طويلة، وبعد ذلك بدأت عمليات الترميم في الثمانينيات والتسعينيات من خلال أحد مشاريع صدام حسين لإحياء آثار بابل وجعلها مدينة سياحية وأثرية. وبسبب الحرب على العراق عام 2003 تعرض المعبد للكثير من التصدعات في جدرانه، وبسبب الإهمال تآكلت جدرانه بفعل الأمطار والرطوبة وعدم تصريف المياه الجوفية، بقي لمدة 15 عام بدون اي ترميم أو تقويم جدرانه، لكن في السنوات الأخيرة كلفت اليونسكو فريقاً لدراسة الأضرار في المعبد، وهي منحة مقدمة من الحكومة الأمريكية لصيانة بوابة عشتار والمعبد، وتجري حالياً عليه بعض التحسينات والترميمات التي بدأ بها نهاية عام 2022.

## فعاليات
أقامت وزارة الثقافة العراقية في باحة المعبد العديد من الفعاليات منها فعالية اليوم العالمي للمسرح ومهرجان بابل للثقافات والفنون العالمية.

## روابط خارجية
- معبد ننماخ - تقرير قناة يو تي في
- معبد ننماخ - تقرير قناة العراقية